# Fort Sill

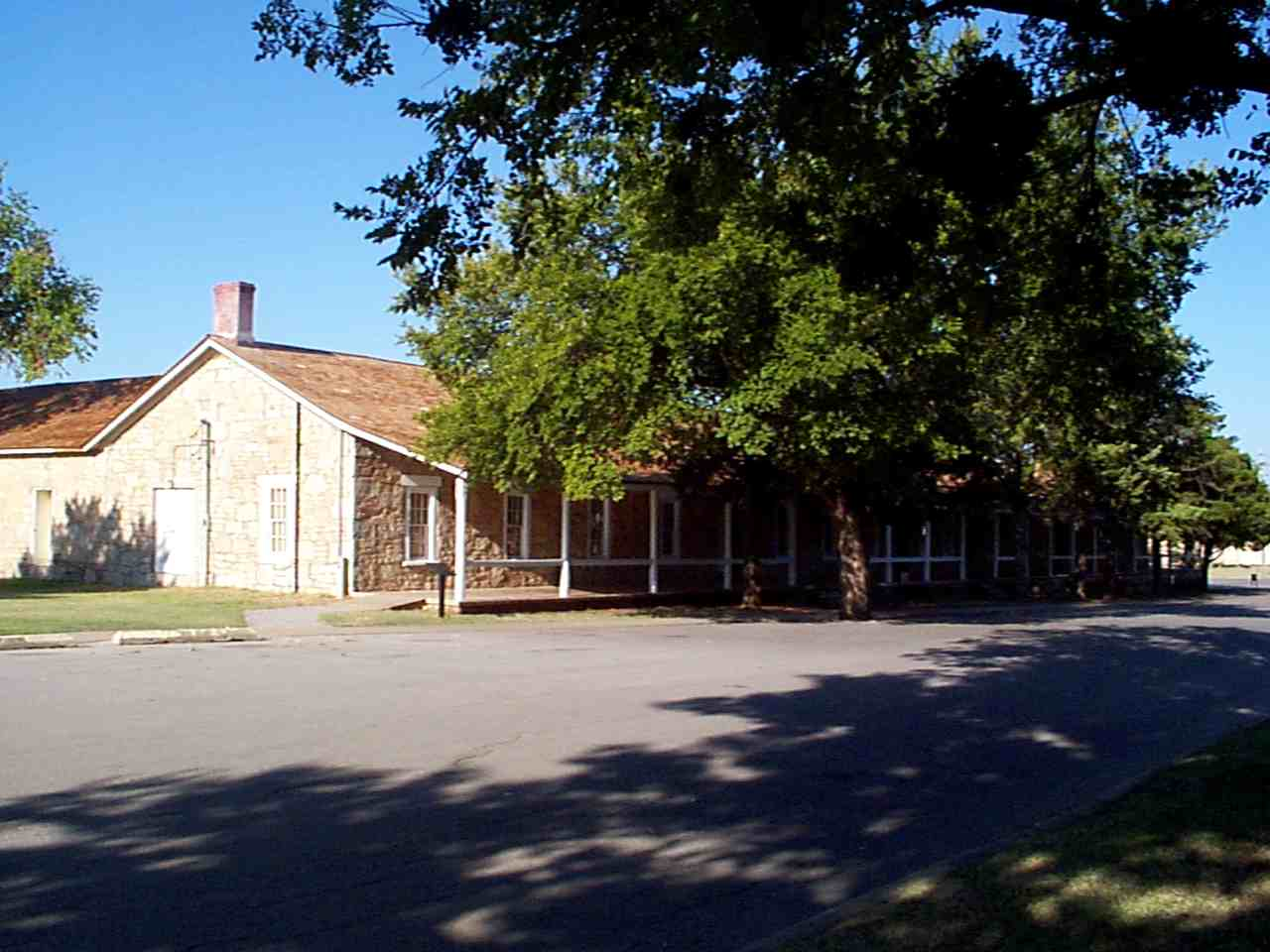
De gamla infanterikasernerna i Fort Sill.

Fort Sill är en garnison och en skola för USA:s fältartilleri nära Lawton i Oklahoma. Fort Sill är också det enda av de under indiankrigen byggda forten som fortfarande används för militära ändamål. Garnisonen etablerades 1869 i dåvarande Indian Territory och fortet fungerade under flera årtionden som skola, polisstation, missionsstation och fängelse för reservatsindianerna. Många av de berömda indiankrigarna slutade sina dagar i Fort Sill, bland andra Geronimo. Fotografen William S. Soule var under en tid verksam vid Fort Sill för att ta bilder på de berömda fångarna.